# Laguna

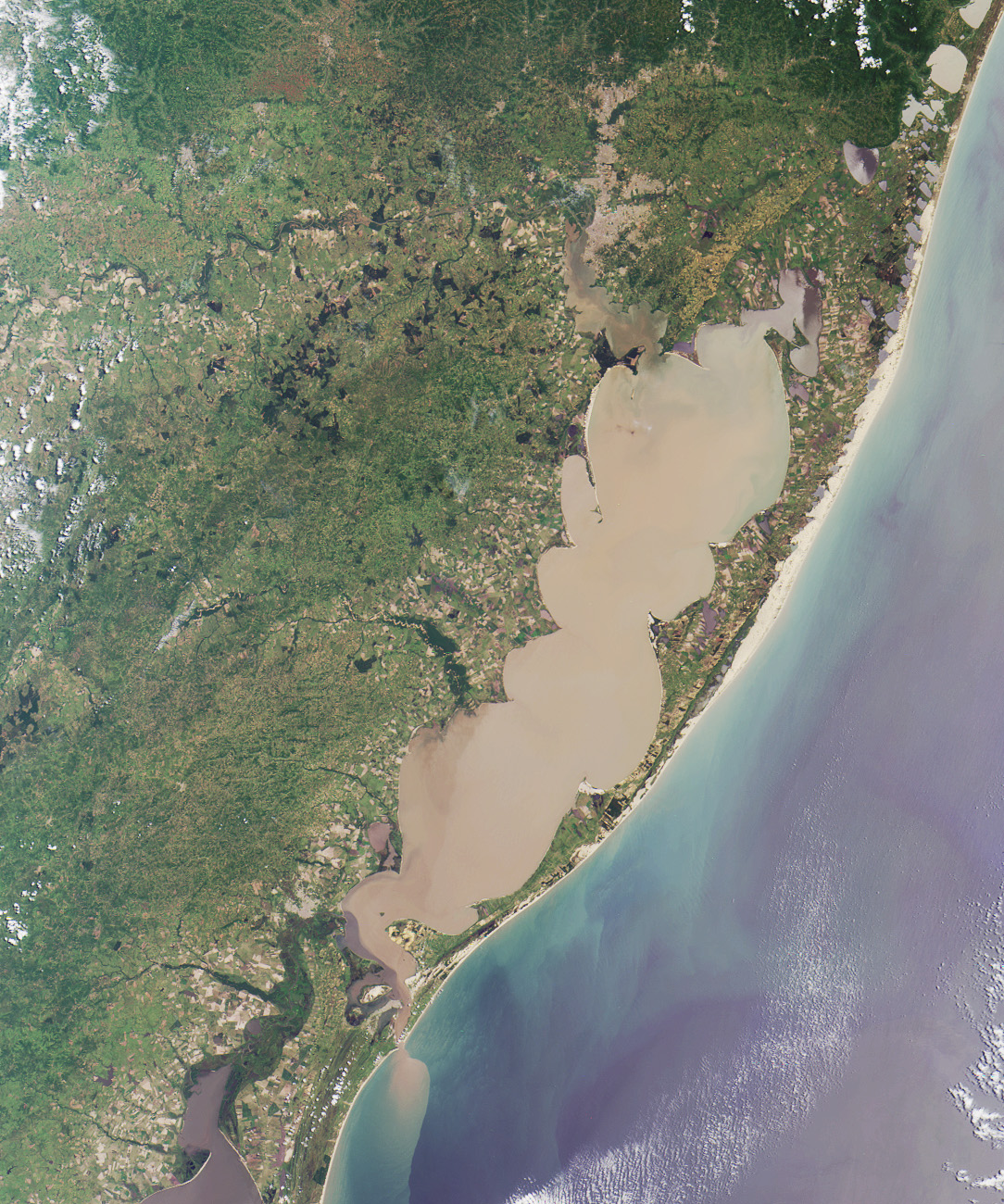
Laguna Lagoa dos Patos v Brazílii

Laguna je přírodní nádrž stojaté vody na okraji moře.
Je to mělký mořský vodní útvar naplněný slanou nebo brakickou vodou, který je oddělen od hlubšího moře korálovým útesem nebo písečným valem. Laguny jsou jak laguny atolů, vytvořené růstem korálových útesů, tak pobřežní laguny vytvořené vznikem písčitých valů.

## Pobřežní laguny
Pobřežní laguny se nacházejí na pobřeží, kde mají přílivy malé vzedmutí. Od moře bývají odděleny bariérou ostrovů ležících obecně rovnoběžně s pobřežím. Vlnobití nebo pobřežní proudy, které zanášejí hrubé sedimenty mimo břehy pláží, vytvářejí lagunové valy bez mořských útesů. Jakmile se tento val vytvoří, mohou se za ním usazovat i jemnější sedimenty. Pobřežní laguny jsou spojeny s mořem pouze úzkými průlivy, což má za následek, že voda v lagunách je odlišná od mořské, především pokud jde o teplotu, slanost, obsah kyslíku a sedimentů.

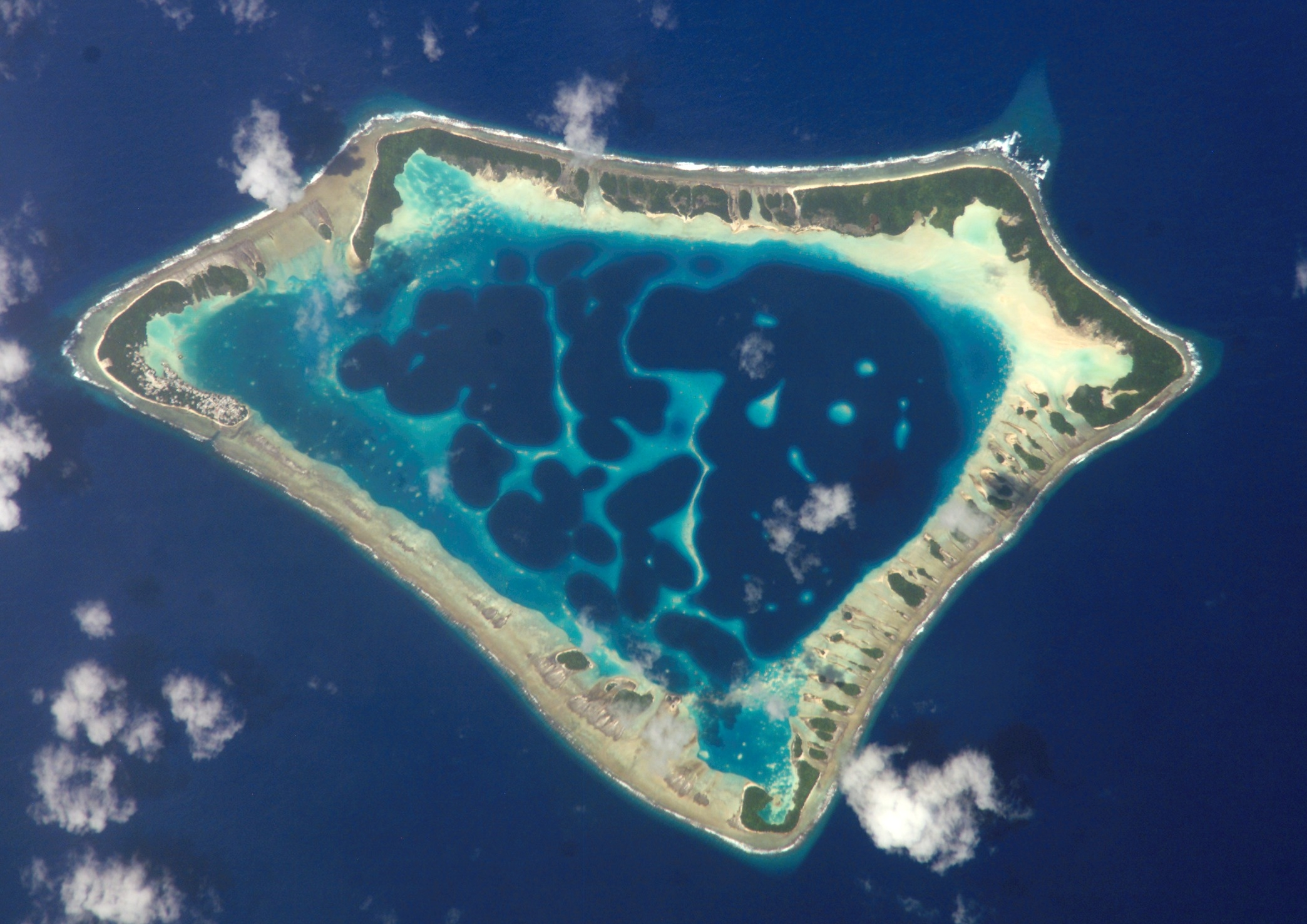
Laguna Atafu v Tokelau

## Významné mořské laguny
- Lagoa dos Patos
- Benátská laguna